# Den hvide slavehandels klør
Den hvide slavehandels klør (originaltitel: Daphne and the Pirate) er en amerikansk stumfilm fra 1916 instrueret af Christy Cabanne. Filmens manuskript er skrevet af D.W. Griffith under pseudonymet Granville Warwick.
Efter 1. verdenskrig fik filmen dansk premiere den 2. august 1920 i Metropolteatret.

## Handling
Den unge Philip de Mornay, træt af det stillesiddende liv ved hoffet, drager på jagt med sin far, hertugen af Mornay. Under jagten møder han Daphne La Tour, vildtforvalterens datter. Da hun undslipper ham, betaler han nogle bøller for at bortføre hende. Hun føres til huset tilhørende en vis Fanchette i Paris. Kvinderne i dette hus bliver arresteret af myndighederne og sendt med skib til Amerika, hvor de skal auktioneres bort som hustruer til plantageejere.
Samtidig kommer Philip i konflikt med kongens rådgiver, og det leder til et opgør. Efter opgøret tror Philip, at han har dræbt rådgiveren, og Philip flygter til byens udkant, hvor han slutter sig til en gruppe pirater og drager til søs. Der opstår kamp mellem piratskibet og skibet med kvinderne. Piraterne bliver besejret i sidste øjeblik takket være Daphnes mod. Som belønning kræver hun Philips liv. På land redder han hende netop som hun skal giftes med Jamie d'Arcy. Philip og Daphne bliver gift og lever efterfølgende lykkeligt i Frankrig som mennesker af høj rang.

## Medvirkende
- Lillian Gish - Daphne La Tour
- Elliott Dexter - Philip de Mornay
- Walter Long - Jamie d'Arcy
- Howard Gaye - Henri
- Lucille Young - Fanchette